# 7 másodperc
A 7 másodperc Tunyogi Orsi harmadik, egyben utolsó albuma. Szerepel rajta egy duett Ákossal, emellett a Nem elég című dal vált ismertté. Ez az album már nem kapott akkora médianyilvánosságot, így nem került fel a MAHASZ album eladási listára.

## Dalok listája
1. Nem elég (Amerika távol van) 3:43 (Zene: Galambos Zoltán, szöveg: Dorozsmai Péter)
2. 7 másodperc 4:15 (Eredeti előadók: Neneh Cherry és Youssou N'Dour, közreműködik Ákos, magyar szöveg: Dorozsmai Péter)
3. Titi-titi-tá 3:08 (Zene és szöveg: Dorozsmai Péter)
4. Egy hang a csendben 3:56 (Zene és szöveg: Dorozsmai Péter)
5. Love 3:31 (Zene és szöveg: Hrutka Róbert)
6. Csak egy este 3:29 (Zene: Kiss Gábor, szöveg: Szabó Ági)
7. Egy villanás (Zene: Keresztes Zoltán, szöveg: Janky Balázs)
8. Soha ne mondd 3:02 (Közreműködik: Tunyogi Bernadett, zene: Keresztes Zoltán, szöveg: Valla Attila)
9. Szép Új Világ 4:08 (Zene és szöveg: Lerch István)
10. Mint egy napfogyatkozás 3:44 (Zene: Keresztes Zoltán, szöveg: Dorozsmai Péter)
11. A nagy fal 3:26 (Zene és szöveg: Dorozsmai Péter)
12. Törékeny jég 1:29 (Zene: Hrutka Róbert, szöveg: Dorozsmai Péter)
13. Nem elég (Amerika távol van) remix 3:17

## Külső linkek
- DiscoGS profil